# Gerhard Karner
Gerhard Karner (Melk, 13 novembre 1967) è un politico austriaco, ministro dell'Interno nei governi Nehammer e nel Stocker dal 6 dicembre 2021.

## Biografia

### Inizi
Gerhard Karner ha trascorso la sua infanzia e giovinezza a Texingtal. Frequenta successivamente la facoltà di economia aziendale presso l'Università di Economia e Commercio di Vienna. Successivamente lavora nel settore privato come addetto stampa per il Partito Popolare Austriaco della Bassa Austria. È stato poi portavoce stampa del ministro dell'interno Ernst Strasser e direttore regionale dell'ÖVP della Bassa Austria.

### Carriera politica
Nel 1995 è eletto consigliere comunale a Texingtal dal 1995 e dal 24 aprile 2003 anche come membro dell'ÖVP nel parlamento regionale della Bassa Austria. Il 22 ottobre 2015 è diventato il secondo presidente del parlamento statale. Da quello stesso anno fino al 2021 fu anche sindaco di Texingtal.
Il 3 dicembre 2021 è stato nominato ministro dell'interno nel nuovo governo federale guidato da Karl Nehammer e ha prestato giuramento tre giorni dopo. Da quel giorno depose tutte le cariche politiche comunali e nazionali.